# この道わが旅
『この道わが旅』（このみちわがたび）は、日本の作曲家であるすぎやまこういちによるファミリーコンピュータ用ロールプレイングゲーム『ドラゴンクエストII 悪霊の神々』（1987年）のエンディングテーマに使用された楽曲。英題は『MY ROAD MY JOURNEY』（マイ・ロード・マイ・ジャーニー）。
作詞は藤公之介、作曲はすぎやま、編曲は宮川泰、歌唱は当時衆議院議員だった愛知和男によって制作されたヴァージョンが、1987年7月21日にアポロン音楽工業からリリースされ、テレビアニメ『ドラゴンクエスト ダイの大冒険』（1991年版）のエンディングテーマとして団時朗によって歌唱されたヴァージョンが、1991年11月1日に日本コロムビアから「勇者よいそげ!!」のカップリング曲に収録される形で発表された。

## 背景、制作
元々は、エニックス（現・スクウェア・エニックス）よりリリースされているコンピュータRPG『ドラゴンクエストシリーズ』の第2作『ドラゴンクエストII 悪霊の神々』（1987年）のエンディングテーマに使用された楽曲として、作曲家のすぎやまこういちによって手がけた作品で、サウンドトラック『ドラゴンクエストの世界「ドラゴンクエストII」悪霊の神々』に収録されている。
2021年10月23日に放送された『題名のない音楽会』（テレビ朝日系）にて、「すぎやまこういちの音楽会 〜そして伝説へ」と題したすぎやまの追悼企画にて、「すぎやまこういちヒットパレード」の1曲として、『「ドラゴンクエストI」より「序曲」』とともに披露された。

## 収録アルバム
- 交響組曲「ドラゴンクエストII 」悪霊の神々 -- 複数。詳細はドラゴンクエストII 悪霊の神々#音楽作品 を参照。
  - ドラゴンクエストの世界「ドラゴンクエストII」悪霊の神々（1987年2月5日発売）（アポロン音楽工業）
- すぎやまこういち交響組曲「ドラゴンクエスト」ライヴ・ベスト －音楽の宝箱－（1994年11月2日発売）（ソニーレコード）
- すぎやまこういち交響組曲「ドラゴンクエスト」ベスト・セレクション〜ロト編〜（1997年7月21日発売）（ソニーレコード）
- 交響組曲「ドラゴンクエスト」ザ・ベスト（2001年3月23日発売）（SMEビジュアルワークス）
- 交響組曲「ドラゴンクエスト」コンプリートCD-BOX（2003年1月22日発売）（SMEビジュアルワークス）
- ドラゴンクエスト・イン・ブラス（編曲：小野崎孝輔）（1988年7月5日発売）（アポロン音楽工業株式会社）
- ドラゴンクエスト・オン・エレクトーン（編曲：井上晴夫）（1988年9月21日発売）（アポロン音楽工業株式会社）
- ドラゴンクエスト・オン・ピアノ VOL.II（編曲：林知行）（1990年8月10日発売）（株式会社アポロン）
- 「ドラゴンクエスト」ゲーム音源大全集（Vol.1：2001年12月5日、Vol.2：2002年1月9日、Vol.3：2002年2月6日発売）（SMEビジュアルワークス） -- Vol.1にFC版（オリジナル・サウンド・ストーリーの一部として）、Vol.2にSFC版、Vol.3にGB版のゲーム音源を収録。
- 吹奏楽組曲「ドラゴンクエスト」第一集（2003年8月5日発売）（OTO音） -- イン・ブラスにデジタルリマスターを施した再発版。
- 金管五重奏による「ドラゴンクエスト」（編曲：高橋敦）（2006年2月22日発売）（アニプレックス）

## 愛知和男によるシングル

### 収録曲
| 全作詞: 藤公之介、全作曲: すぎやまこういち、全編曲: 宮川泰。 |                                        |          |                  |
| #                                                            | タイトル                               | 作詞     | 作曲・編曲       |
| 1.                                                           | 「この道わが旅 (My Road, My Journey)」 | 藤公之介 | すぎやまこういち |
| 2.                                                           | 「風に吹かれて Coffee Break」          | 藤公之介 | すぎやまこういち |

| 全作詞: 藤公之介、全作曲: すぎやまこういち、全編曲: 宮川泰。 |                                                              |          |                  |
| #                                                            | タイトル                                                     | 作詞     | 作曲・編曲       |
| 1.                                                           | 「この道わが旅 (My Road, My Journey)」                       | 藤公之介 | すぎやまこういち |
| 2.                                                           | 「この道わが旅 (My Road, My Journey)」(オリジナル・カラオケ) | 藤公之介 | すぎやまこういち |
| 3.                                                           | 「風に吹かれて Coffee Break」                                | 藤公之介 | すぎやまこういち |
| 4.                                                           | 「風に吹かれて Coffee Break」(オリジナル・カラオケ)          | 藤公之介 | すぎやまこういち |

### カバー
| 曲名                                   | アーティスト | 収録作品（初出のみ） | リリース日    | 備考                                                       | 出典  |
| -------------------------------------- | ------------ | -------------------- | ------------- | ---------------------------------------------------------- | ----- |
| 「この道わが旅 (My Road, My Journey)」 | 団時朗       | 「勇者よいそげ!!」   | 1991年11月1日 | TBS系TV『ドラゴンクエスト ダイの大冒険』エンディングテーマ | [ 2 ] |
| 「この道わが旅 (My Road, My Journey)」 | ルーラ       | 「結婚ワルツ」       | 1993年1月25日 |                                                            | [ 5 ] |